# Stockhausen (Lübbecke)
Stockhausen ist eine Ortschaft mit rund 730 Einwohnern und gehört zur ostwestfälischen Stadt Lübbecke (Kreis Minden-Lübbecke).
Der Ort lässt sich als bäuerliches Dorf charakterisieren, das rund einen Kilometer von der Bebauung der Lübbecker Kernstadt entfernt liegt. Das Dorf ist überwiegend von Feldern und Wiesen umgeben, wobei Ackerland die Mitte und den Süden, Grünland das nördliche Drittel dominiert. Südöstlich des Dorfrandes liegt ein kleines Waldgebiet, der rund fünf Hektar große Stockhauser Busch, der im Besitz der Familie von der Recke ist. Nördlich des Dorfes liegt ein weiteres rund zwei Hektar großes Waldgebiet. Eine Handvoll weiterer Wäldchen, darunter auch der zum Rittergut Stockhausen gehörende Telgtengarten sind alle kleiner als ein Hektar. Die Waldfläche macht insgesamt kaum 1,5 Prozent der Gesamtfläche aus. Damit ist Stockhausen eines der waldarmen Stadtteile Lübbeckes.

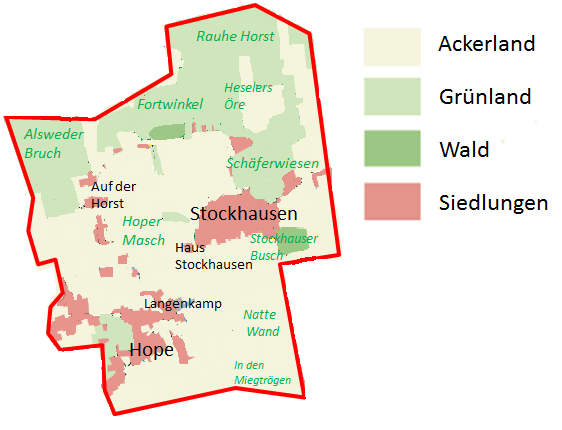
Bodennutzung, Siedlungen und Landschaften im Ortsteil Stockhausen

## Lage
Die Altgemeinde Blasheim, zu der Stockhausen gehörte, war 21,38 km² groß. Stockhausen ist rund 5,7 km² groß,. Der Stadtteil hat rechnerisch eine deutlich niedrigere Bevölkerungsdichte als das benachbarte Alswede, obschon beide Dörfer auf den ersten Blick ähnlich groß scheinen. Die liegt darin begründet, dass beim Zuschnitt der neuen Stadtteile Stockhausen großzügig mit umliegenden Feldern und Wiesen bedacht wurden, während sich Alswede nur auf den Dorfkern und unmittelbar angrenzenden Fluren beschränkten. Auf dem Gebiet des Stadtteils liegen neben dem eigentlichen Kerndorf zwei weitere Ortsteile mit den Bezeichnungen Hope (Eikel) und Horst. Die Hope liegt rund einen Kilometer südwestlich vom Ortskern Stockhausens entfernt, die Straßensiedlung Horst befindet sich nordwestlich vom Kerndorf. Im Norden hat die Ortschaft Anteil an dem Naturschutzgebiet Rauhe Horst – Schäferwiesen.

## Geschichte
Stockhausen wurde zuerst um 1280 erwähnt. Der Name kommt von Stock (= Stubbe) und weist auf eine Rodung hin.
Die ersten namentlich genannten Hofbesitzer in der Bauerschaft Stockhausen im damaligen Kirchspiel Blasheim waren Johann von Uflen und seine Frau Gese. Sie verpfändeten am 9. August 1355 ihren Hof zu Stockusen. Unter den bäuerlichen Besitzern um 1650 finden sich auch heute noch bekannte Namen wie Duwenriek, Östermann und Niemeyer.
Die Geschichte der Ortschaft war immer eng mit der Geschichte des Rittergutes Stockhausen verbunden, das einst den Kern der Bauerschaft darstellte, heute aber südwestlich des eigentlichen Dorfes liegt. Seit dem 15. Jahrhundert im Besitz der Familie von Westrup ging es im ersten Viertel des 17. Jahrhunderts an die Familie von der Recke über. 
Bis zur Gebietsreform, die am 1. Januar 1973 in Kraft trat, gehörte die Bauerschaft Stockhausen zur ehemaligen Gemeinde Blasheim. Daher hat Stockhausen in gewisser Weise durch die Gebietsreform an Autonomie gewonnen, da es nun neben Blasheim ein „gleichberechtigter“ Ortsteil der Stadt Lübbecke ist.

## Aktivitäten der Dorfgemeinschaft

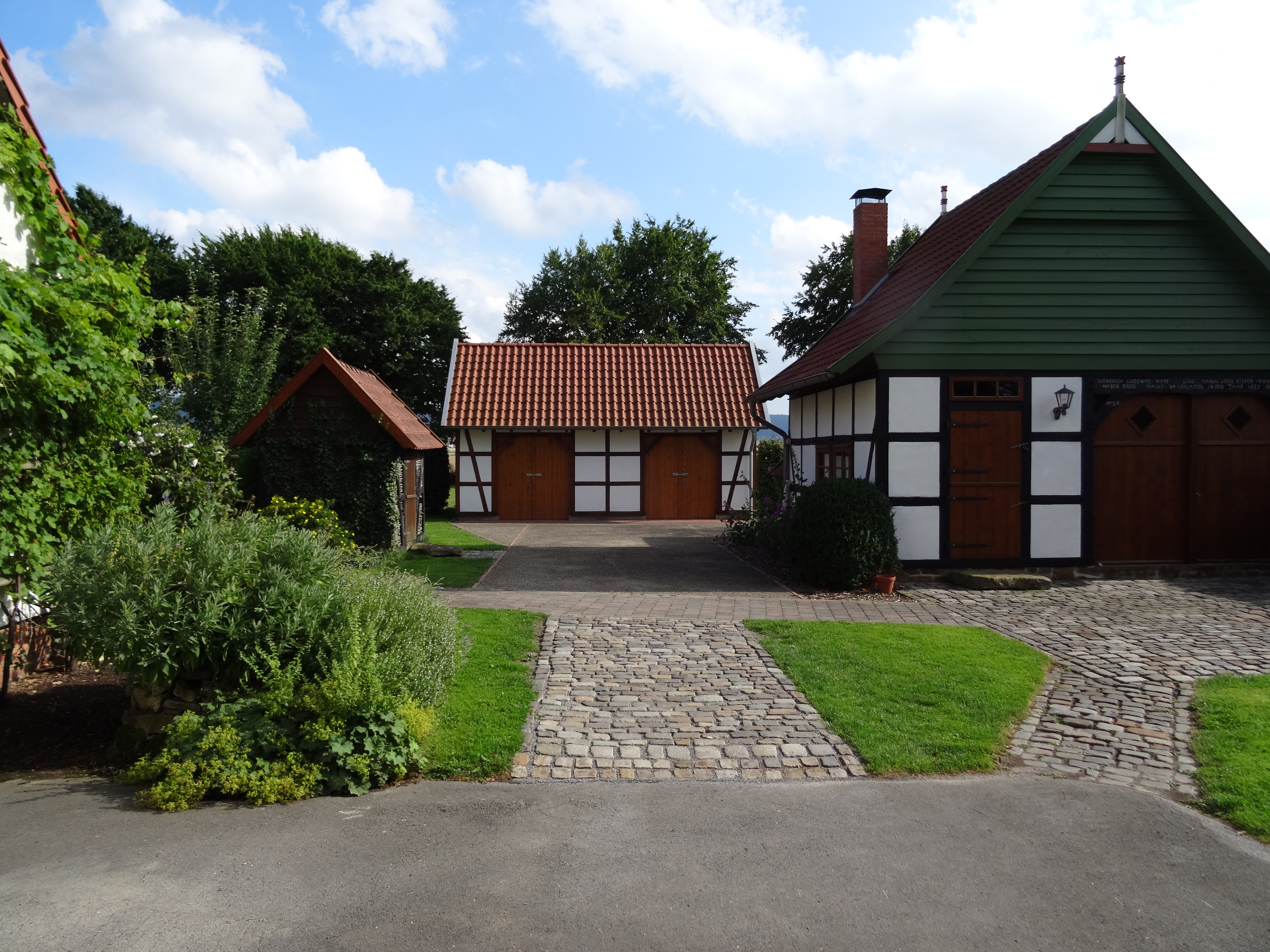
Stockhauser Backhaus (rechts) mit Remise und Boulebahn

Die Dorfgemeinschaft Stockhausen mit ihren insgesamt sieben Vereinen bzw. Gruppierungen (Turnverein „Grüne Eiche“, Heimatverein, Projektverein „Stockhausen für Europa“, Landfrauen, Sozialverband, Landwirtschaftlicher Ortsverein, Freiwillige Feuerwehr) engagiert sich seit Ende der 1980er Jahre für die Belange des Dorfes. So wurden beispielsweise in Eigenregie bereits Anfang der 1990er Jahre die historische Grabanlage der ehemaligen Gutsfamilie von der Recke im Telgtengarten sowie das im Ortsteil Horst gelegene Einzelgrab des Hauptmanns Strubberg aufwändig restauriert.
Des Weiteren entstand auf dem Innen- und Außengelände der ehemaligen Dorfschule im Ortskern Stockhausens ein neues Dorfzentrum mit Begegnungsstätte, Turnhalle, Sportplatz, Allzweckspielfeld, Kinderspielplatz, Backhaus, Remise, Boulebahn und kleinem Lädchen „Stockhauser Vitrine“. Auf diesem Gelände finden regelmäßig unterschiedliche, von den einzelnen Vereinen bzw. Gruppierungen initiierte Aktivitäten, Veranstaltungen und Projekte statt wie etwa die zweimal im Jahr veranstalteten Backtage, der alle zwei Jahre im August durchgeführte Stockhauser Markt, das jedes Jahr im Herbst anstehende Kartoffelfest, das Osterfeuer und der Stockhauser Nachmittag sowie diverse kleinere über das gesamte Jahr verteilte Vortrags-, Kultur-, Gesellschafts-, Spiel- und Sportveranstaltungen.
Anfang der 2000er Jahre folgte die Sanierung der Hauptortsdurchfahrt der Blasheimer Straße sowie die Einrichtung (1992) bzw. Fortführung (2016) eines durchgehenden Fuß-/Radweges vom Ortskern bis zum Ortsteil Hope.
Diese Aktivitäten führten dazu, dass Stockhausen seit Ende der 1980er Jahre bis heute bei dem Dorfwettbewerb „Unser Dorf hat Zukunft“ (bis 1997 „Unser Dorf soll schöner werden“) immer wieder Erfolge sowohl auf Kreis- als auch auf Landes- und 1995 auf Bundesebene mit einer Auszeichnung als „Golddorf“ feiern konnte. Beim Kreiswettbewerb im Jahre 2017 wurde Stockhausen erneut mit einem zweiten Platz ausgezeichnet.
Infolge des Erfolgs beim Bundeswettbewerb 1995 wurde Stockhausen gemeinsam mit sieben weiteren Dörfern aus Ostwestfalen-Lippe (Bellersen, Bökendorf, Frille, Kleinenberg, Kutenhausen, Ottenhausen, Vörden) überdies in das Förderprogramm „Dorf der Zukunft“ im Rahmen der Expo Initiative OstWestfalenLippe 2000 aufgenommen und hier als „Kultur-Musterdorf“ ausgezeichnet.

## Söhne und Töchter (Auswahl)
- Eberhard von der Recke (1744–1816), preußischer Minister, Politiker und Zivilgouverneur von Sachsen

## Bilder

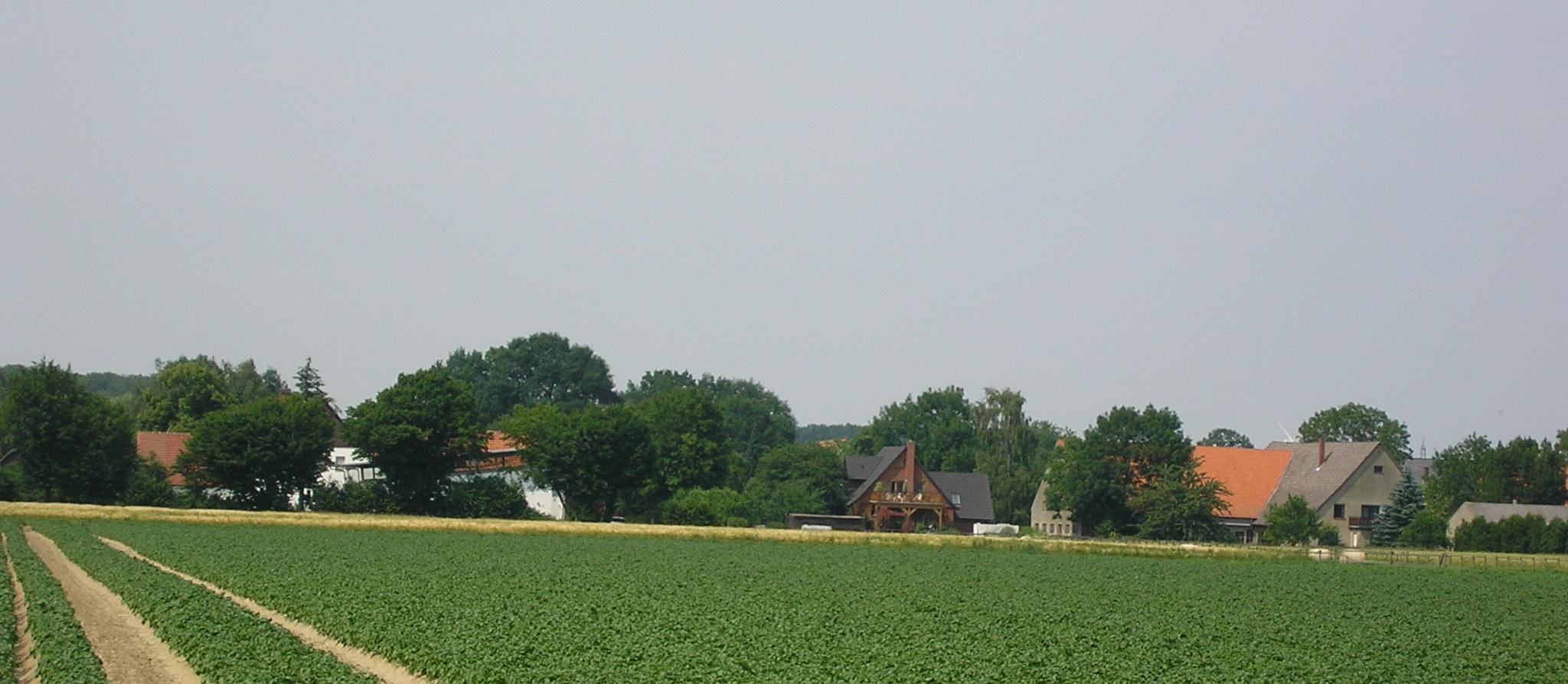
Die Ortschaft Stockhausen von Süden aus betrachtet
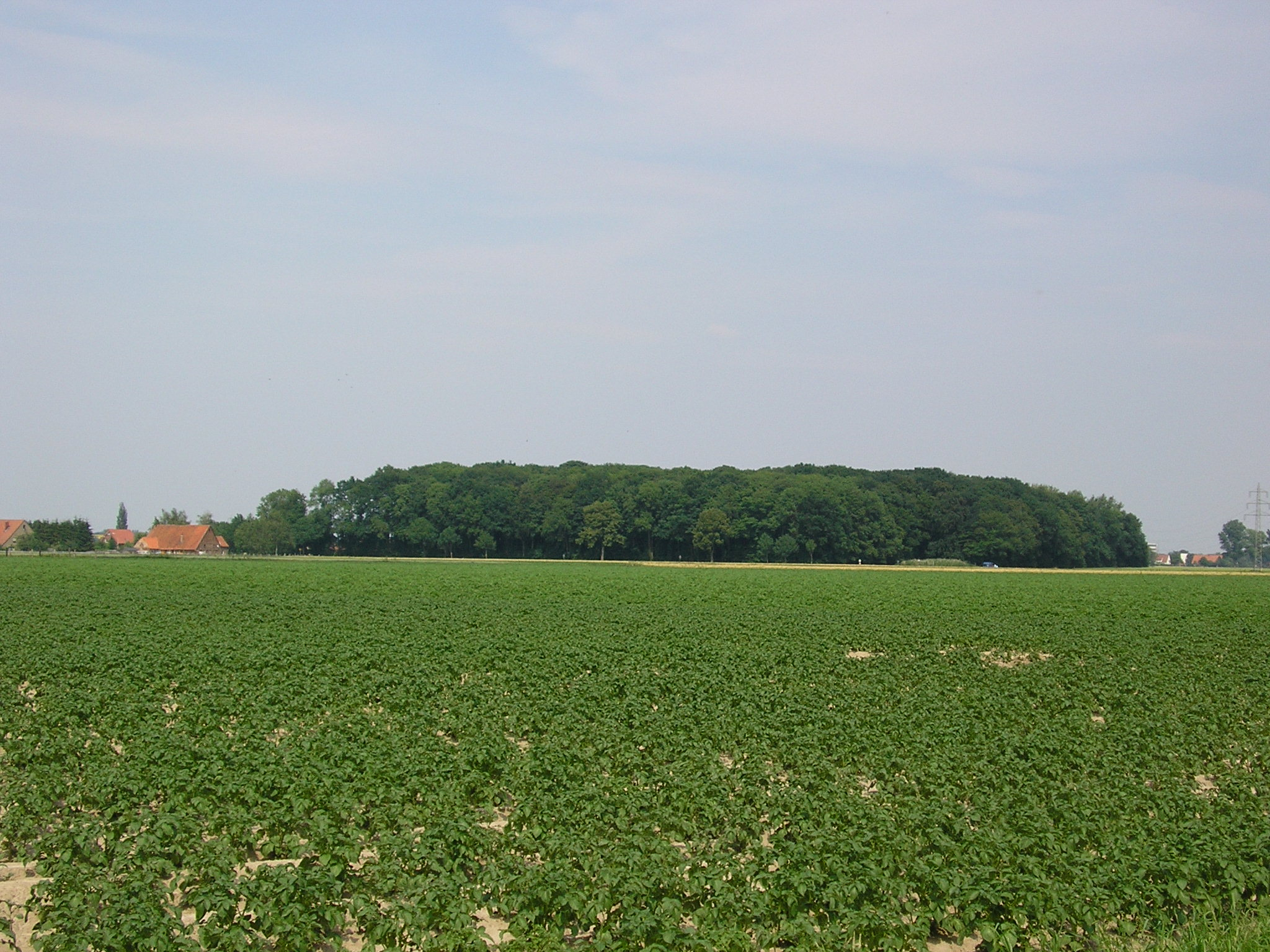
Unmittelbar an der Ortschaft liegt der Stockhauser Busch
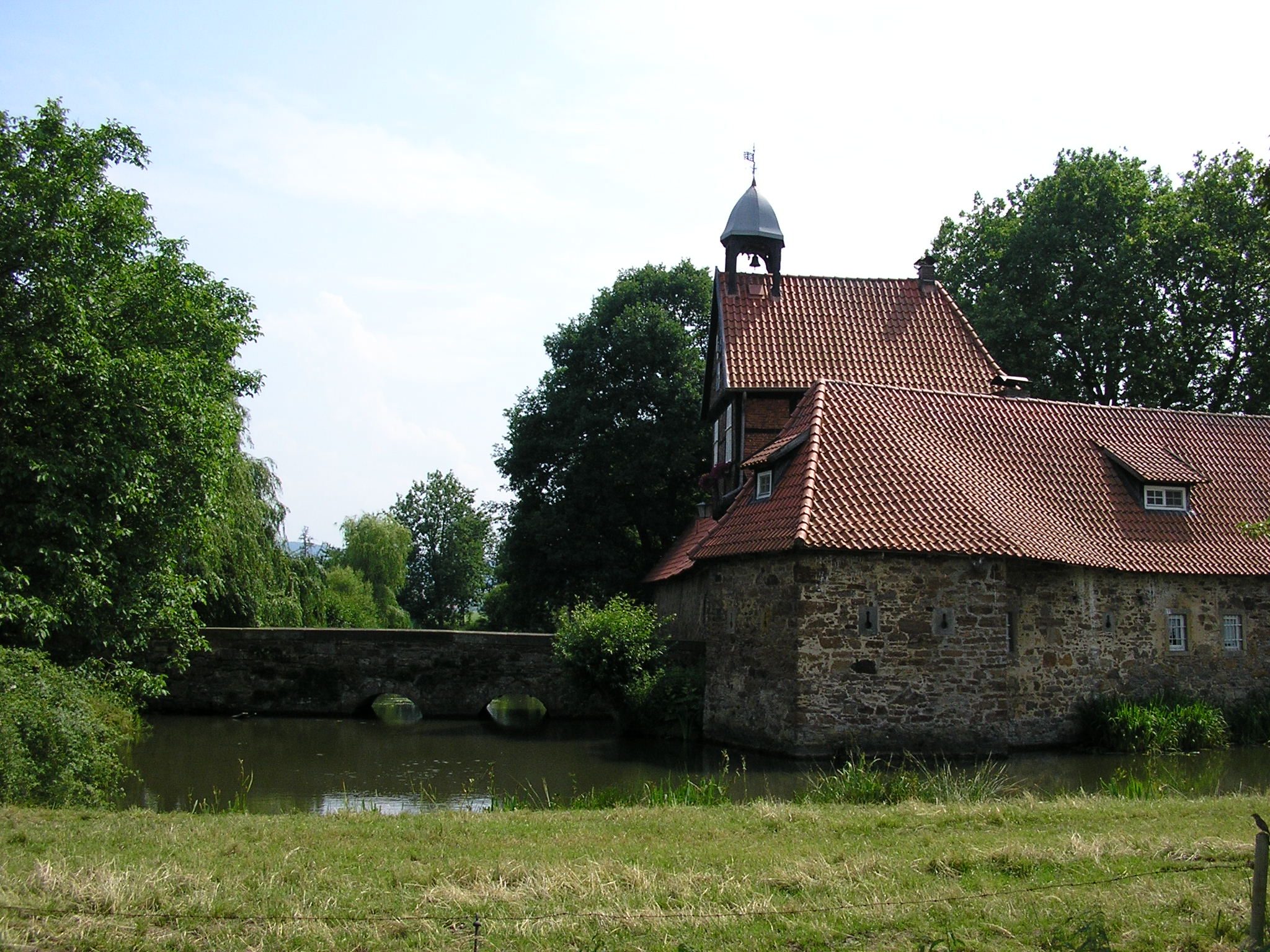
Das Gut Stockhausen ist eine für das Lübbecker Land typische Wasserburg
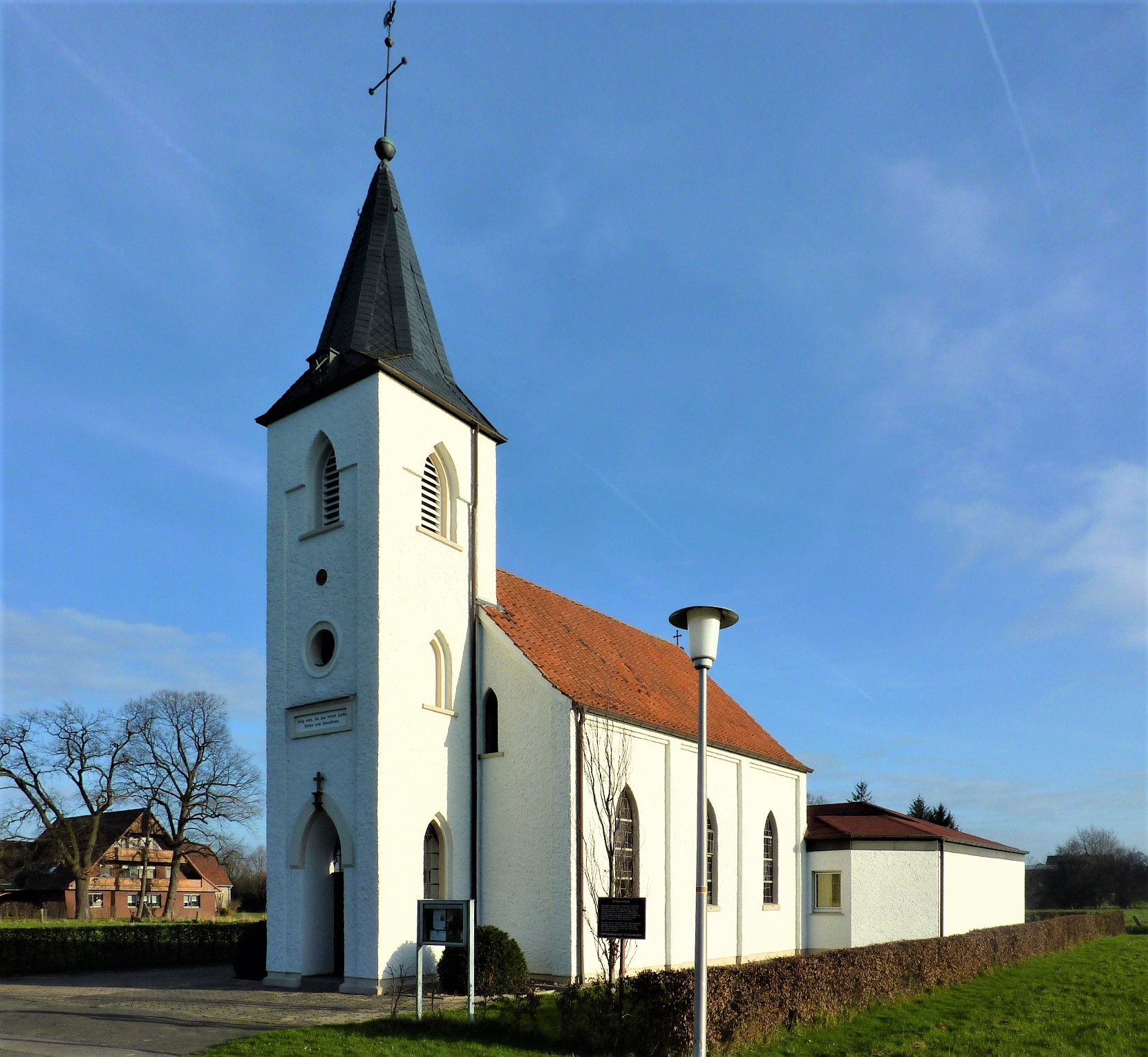
Evangelisch-lutherische Petruskirche (SELK)